# Akwasi Oduro
Akwasi Oduro (Ghana, 8 de febrero de 1987), futbolista ghanés, naturalizado belga. Juega de defensa y su actual equipo es el KSK Beveren de la Segunda División de Bélgica.
- Datos: Q1813944